# Ehe und Scheidung in Japan
Das Eingehen der Ehe (japanisch 結婚, kekkon, oder 婚姻, kon’in) war in Japan historisch immer ein Bund, der das Fortbestehen der Familie (Linie), d. h. die Erzeugung von Stammhaltern, sicherstellen sollte. Das individuelle Bedürfnis der Heiratenden spielte dabei eine nachgeordnete Rolle. Daher war und ist auch die Scheidung (離婚, rikon) dieses Bündnisses, das im Wesentlichen einen Vertrag zum gegenseitigen Nutzen von Familien darstellt, vergleichsweise leicht möglich und häufig. Die Vorstellung, dass die Ehe eine gottgewollte Institution sei, ist der japanischen Tradition vollkommen fremd. Staatlicherseits bestand vor 1898 kaum Interesse, in die Formalien einzugreifen. Seit Mitte der 1960er Jahre hat sich die freie Partnerwahl als Norm durchgesetzt.

## Allgemeines

### Arten der Ehe
Nach Brauch und Gesetz wurden seit dem Mittelalter, basierend auf der Stellung der Jungvermählten zu ihren Ursprungsfamilien, drei Arten der Ehe unterschieden:
- Normal (普通婚姻, futsū kon’in): Die Braut heiratet in die Familie des Bräutigams,
- Nyūfu (入夫): Der Bräutigam heiratet eine Braut, die Haushaltsvorstand ist,
- Muko yōshi (婿養子): Der Bräutigam heiratet in die Familie der Braut ein, wird gleichzeitig als Stammhalter in diese Familie adoptiert und nimmt deren Namen an.

Die beiden letzteren Formen, die in der Edo-Zeit 20–25 % aller Eheschließungen umfasst hatten, wurden bis zum Zweiten Weltkrieg praktisch bedeutungslos. Im reformierten BGB 1948 waren sie nicht mehr vorgesehen. Die Scheidung einer muko-yōshi-Ehe erforderte auch die Rückgängigmachung der Adoption (離別, ribetsu).

### Polygamie
Polygynie, also die Ehe eines Mannes mit mehreren Frauen, scheint in der japanischen Frühzeit im ganzen Volk üblich gewesen zu sein, ab der Nara-Zeit beschränkte sich der Brauch auf die oberen Schichten, wobei jedoch das Konkubinat bis 1900 durchaus üblich war.
Innerhalb der kaiserlichen Familie war es üblich, eine jede der Kaisergemahlinnen erst dann in den Rang einer Kaiserin zu erheben, wenn sie ein männliches Kind geboren hatte. Der jeweils Erstgeborene als potentieller Thronfolger erhielt dann den Titel … no Oe. So wurde sichergestellt, dass durch das Vorhandensein mehrerer Kandidaten (von jeweils verschiedenen Frauen) die Thronfolge gesichert war. Seit der Heian-Zeit kam traditionsgemäß eine der kaiserlichen Frauen aus der Sippe der Fujiwara. Der Shōwa-Tennō war der erste monogame Herrscher (von seinem Großvater, dem Meiji-Tennō, ist noch ein „Zuchtbuch“ bekannt, in dem man die Daten des jeweiligen Beischlafs aufzeichnete).
In den „100 Gesetzen“ (Buke-hyakkajō) der Tokugawa-Zeit findet sich folgende Bestimmung: „Der Kaiser (tenshi) hat zwölf Beischläferinnen, die Fürsten haben ihrer acht, die Taifu fünf und die Krieger zwei. Personen niedrigen Standes haben nur ein eheliches Weib.“
In der Edo-Zeit ist daher das offiziell registrierte Konkubinat auf die Oberschicht begrenzt. Unterschieden wurde zwischen Hauptfrau (本妻, honsai oder 妻, tsuma) und Nebenfrau(en) (権妻, gonsai oder 妾, mekake). Es kam jedoch auch im einfachen Volk vor, oft auch dadurch, dass der Mann einer bestimmten Prostituierten seine besondere Gunst schenkte (dies konnte dann jedoch wieder Anlass für ein Scheidungsbegehren seitens der Familie der Frau sein).

### Eheanbahnung und -schließung
Traditionell wurde die Auswahl der Ehepartner als Aufgabe der Familie (家, ie) bzw. der (Dorf-)Gemeinschaft angesehen. Familienoberhäupter hatten die Kontrolle über ihre jüngeren Mitglieder. Damit eine Ehe zustande kommen konnte, war die Zustimmung beider Familien(oberhäupter) sowie die Einschaltung eines Vermittlers (媒妁人/媒酌人, baishakunin oder 仲人, Nakōdo – oft ein Verwandter) nötig. Teilweise gab es professionelle Vermittler, die bezahlt wurden. Viele Eheschließungen fanden innerhalb der Dorfgemeinschaften statt, so dass man über die Partner Bescheid wusste. Seit dem 19. Jahrhundert wurde es üblich, „zufällig“ arrangierte Treffen (miai) potentieller Heiratskandidaten durch den Vermittler zu organisieren. Zumindest für die Edo-Zeit kann davon ausgegangen werden, dass fast jeder erwachsene Japaner verheiratet wurde.
Es bestanden regionale Unterschiede in der Auffassung, wann eine Ehe (end)gültig zustande gekommen sei. Dies konnte der Austausch von schriftlichen Abmachungen zwischen den beteiligten Familien sein, eine Sake-Trinken-Zeremonie oder die Geburt des ersten gemeinsamen Kindes. In einzelnen Gemeinschaften waren die äußeren Zeichen einer Ehefrau (bestimmter Haarstil, geschwärzte Zähne, ausgezupfte Augenbrauen) von Bedeutung.
Die Braut brachte eine vom Vermögen der Familie abhängige Mitgift (kashi oder kagu), die üblicherweise eine Kommode (箪笥, tansu) mit Kleidern und Werkzeuge (手道具, tedōgu) umfasste. Eine Mitgift, die auch Land (化粧田, keshō-den, auch: 化粧料, keshō-ryō) und Geld (持参金, jisan-kin) mit einschloss, war selten. Sie galt als anrüchig, weil vermutet wurde, die Braut sei unattraktiv oder die Familie des Bräutigams in finanziellen Schwierigkeiten. Teilweise wurde auch ein Verlobungsgeld (結納金, yuinōkin) gezahlt. Bei Scheidungen war diese Mitgift zurückzuerstatten, jedoch nur, wenn die Frau nicht „schuldig“ (罪過, zaika) geschieden wurde. Entsprechende Rückgabeforderungen waren oft ein Streitpunkt in den Scheidungsverhandlungen.
Als yōshi (養子, adoptierte Söhne) ausheiratende Männer brachten in der Regel Geld oder Land, jedoch keine Kleidung mit in den Haushalt ihrer Braut.

### Scheidung
Unter Scheidung versteht man gemeinhin die legale Auflösung einer Ehe. Ohne offizielle Heirat ist mithin auch keine Scheidung möglich. Was theoretisch klar scheint, ist für die Vergangenheit eher ambivalent, da die Vorstellungen und Regeln, was denn eine Heirat sei, sich im Lauf der Zeit änderten und auch regional unterschiedlich waren.
Formal erfolgte die Scheidung durch Ausstellung eines entsprechenden Schreibens des Ehemanns. Genannt wurden diese rienjō (離縁状) oder mikudari-han (三行半) d. h. „Dreieinhalbzeiler“, nach ihrer üblichen Länge. Dabei erfolgte deren Ausstellung nicht vollkommen willkürlich durch den Mann, sondern oft auf Verlangen der Frau bzw. deren Familie. Wenn es zu keiner einvernehmlichen Scheidung (和解, wakai) kam, wurde oft auf den Mann durch die Vorstände der Zünfte oder Fünf-Haushalts-Gruppe (五人組, goningumi) entsprechender Druck ausgeübt. Diese Scheidungsschreiben enthielten in der Regel auch eine Zustimmung zur Wiederverheiratung (再縁, saien bzw. 再嫁, saika), die sofort erfolgen konnte. Die Schreiben kamen in den 1880er Jahren außer Gebrauch (das letzte bekannte stammt aus dem Jahr 1917).
Soweit vormoderne Daten vorliegen, lässt sich zeigen, dass Scheidungen in Ost-Japan und Tōhoku deutlich häufiger waren als im Westen und Kyūshū. Weiterhin zeigt sich, dass Scheidungen umso häufiger waren, je niedriger die Beteiligten innerhalb der Gesellschaft standen.

#### Scheidungsgründe
Erstmals niedergelegt wurden Scheidungsgründe – besser gesagt Gründe, weshalb ein Mann seine Frau in ihre elterliche Familie (本家, honke) zurückschicken konnte – im Taihō-Kodex (702). Diese waren im Wesentlichen die mit dem konfuzianischen System der Familienorganisation aus China übernommenen:
- Kinderlosigkeit (Unfruchtbarkeit)
- Untreue
- Ungehorsam gegenüber den Schwiegereltern
- Tratschen
- Diebstahl
- Eifersucht
- ernste Krankheit

Ein frühes Beispiel, wie dies ausgelegt und angewandt wurde, findet sich schon im Nihon Ryōiki (um 800). Im Allgemeinen galt eine Ehe auch dann als aufgelöst, wenn die beiden Partner drei Jahre getrennt waren. Diese Vorschriften galten bis zur Einführung eines Bürgerlichen Gesetzbuches 1898 praktisch unverändert fort. Untreue seitens des Mannes ist seit 1927 anerkannter Scheidungsgrund.
Im heutigen BGB werden als gerichtliche Scheidungsgründe, die eine Scheidung gegen den Willen des anderen möglich machen, nur Untreue, böswilliges Verlassen, unheilbare Geisteskrankheit, mindestens dreijähriges Verschollensein und andere schwerwiegende Gründe anerkannt.

#### Kindessorge
Um 1300 entstand das Prinzip, dass die Kindessorge, je nach dem Geschlecht der Kinder, dem jeweiligen Partner zugeordnet wurde. Auch gab es das Prinzip, dass die Kinder in dem Haushalt verblieben, in dem sie aufgewachsen waren. Letzteres wurde nach 1750 das häufiger Angewandte. Seit etwa 1965 geht das Sorgerecht in fast allen Fällen an die Mutter über. Regelmäßige Kindesunterhaltszahlungen sind nicht üblich und schwer gerichtlich eintreibbar, ein entsprechender Betrag wird als einmalige Abfindung im Rahmen der Scheidung ausgehandelt.

### Witwen
Die Wiederverheiratung von Witwen wurde nicht gern gesehen. In einigen Provinzen war es üblich, dass sich Frauen beim Begräbnis ihres Ehemannes ihre Haare abrasierten (wie Nonnen). Sollte eine Witwe doch erneut heiraten wollen oder aus wirtschaftlichen Gründen dazu gezwungen gewesen sein, war es oftmals nötig, dass sie sich von der Familie des verstorbenen Ehemannes scheiden (rikon) ließ.

## Historische Entwicklung

### Heian-Zeit
Anthropologen haben Ehemodelle im Japan des Altertums nach verschiedenen Faktoren klassifiziert, so über den Wohnort der Paare:
- viri-/patrilokal: Die Frau zog in die Nähe oder direkt in das Elternhaus ihres Ehemannes.
- uxori-/matrilokal: Der Mann zog in das Elternhaus seiner Ehefrau.
- neolokal: Das Ehepaar bezog einen völlig neuen Wohnsitz.
- duo-/natolokal: Beide Ehepartner blieben getrennt voneinander wohnen, der Mann besuchte seine (Zweit-)Frau gelegentlich (Besuchsehe).

In der Heian-Zeit gab es vor allem uxorilokale, neolokale und – da insbesondere beim Hofadel die Vielweiberei die Regel war – natolokale Wohnfolgeregeln, virilokale kamen selten vor. Meist zog der Mann in den Haushalt der Frau. Die Erziehung der Kinder war Aufgabe der Mutter, da diese aber oft noch sehr jung war, wurde sie stark von ihren Eltern unterstützt. Im 12. Jahrhundert, als uxorilokale Ehen immer weniger verbreitet waren, übernahm der Mann mehr finanzielle Verpflichtungen, einhergehend mit der sich verschlechternden gesellschaftlichen Stellung der Frau.

### Edo-Zeit
Staatlicherseits wurde nur in die Formalien der Eheschließung eingegriffen, wenn Gründe der Staatsraison dies nötig machten.

#### Samurai
Innerhalb der Klasse der Samurai, die etwa 6–8 % der Gesamtbevölkerung ausmachten, war die Eingehung der Ehe durch Vasallen von der Genehmigung des jeweiligen Herrn abhängig, wenn sie ein Einkommen über 100 koku hatten, da die entstehenden Familienbande von politischer Bedeutung sein konnten. Die Scheidungsquote betrug etwa 10–11 %, war jedoch in den höheren Rängen geringer.

#### Tempelregister
Zwar waren schon in der Nara-Zeit Familienregister für das Volk eingeführt worden, diese hatten jedoch meist der Steuererhebung gedient und waren mit dem Zusammenbruch der Zentralgewalt nicht mehr regelmäßig geführt worden. Ab 1670 war ein jährlicher Zensus der Religionszugehörigkeit vorgeschrieben. Jede Familie und alle ihre Mitglieder hatten in einem Familienregister bei ihrem Heimattempel registriert zu sein (寺請制度, terauke seido). Eine Tochter, die verheiratet wurde, schied aus ihrer Familie aus und wurde in das Familienregister des Mannes überführt.

#### Probeehe
Besonders in Westjapan war es üblich, die amtliche Heiratsanzeige zu verzögern, bis sich eine Beziehung als stabil erwies (z. B. bis zur Schwangerschaft oder Geburt des ersten Kindes). Die meisten Scheidungen in Kantō und Tōhoku erfolgten im ersten Jahr und umso häufiger, je jünger die Partner waren.

#### Scheidungstempel
Die wenigen Scheidungstempel (kakekomi-dera (駆け込み寺) bzw. enkiri-dera (縁切り寺)), die es Frauen ermöglichten, von sich aus eine Scheidung zu initiieren, bestanden als solche bis 1875. Als Kuriositäten haben sie in der Literatur übermäßige Beachtung gefunden. Am bekanntesten sind die nach 1762 noch verbliebenen Tōkei-ji in Kamakura (gegründet im 13. Jahrhundert) und Mantoku-ji. Eine Frau, die sich dorthin flüchtete, wurde nach zwei Jahren Aufenthalt geschieden. Meist jedoch wirkte das Tempelamt als zusätzlicher Vermittler um vom Ehemann (ggf. Familienoberhaupt) den „Dreieinhalbzeiler“ zu erhalten. Tatsächlich hat die Auswertung überkommener Tempelregister des 19. Jahrhunderts gezeigt, dass fast alle der Frauen aus nahe gelegenen Bezirken stammten und dass der Anteil an der Gesamtzahl der über Tempel abgewickelten Scheidungen nur etwa 1 % betrug.

#### Gerichtliche Scheidung
Es bestand die Möglichkeit, den Stadtmagistraten (machi bugyō) oder Tempel- und Schreinkommissar (jisha bugyō) auch in Familienangelegenheiten anzurufen. Dieser arbeitete jedoch normalerweise auf eine gütliche Einigung im Sinne der Aufrechterhaltung des Familiensystems hin, bzw. gab den Fall an die entsprechenden Zünfte oder Dorfgemeinschaften zurück. Beide Parteien gingen, so eine gerichtliche Entscheidung unvermeidlich wurde, außerdem das Risiko ein, für ihr Verhalten vom Richter willkürlich mit Körperstrafen belegt zu werden.

### Meiji-Reformen

#### 1871
Mit der Einführungen der Vorschriften zum Familienregister 1871 (koseki), die nun staatlicherseits geführt wurden, war der Beginn einer Ehe als der Tag der Eintragung beim Amt definiert. Bis 1898 konnte die Anmeldung vom Haushaltsvorstand vorgenommen werden, danach war die explizite Erklärung beider Ehepartner nötig.
Die Umsetzung dieser Bestimmung, die heute noch gilt, wurde im Volk nicht sofort angenommen. Besonders in den unteren Klassen (chūtō ika) war es noch in der Taishō-Ära üblich nach traditionellen Vorstellungen (ohne Registrierung) als „Verhältnis“ (内縁婚, naienkon) zusammenzuleben, was aber von der Umwelt durchaus als Ehe betrachtet wurde. Der Anteil von naienkon wird in den Statistiken für 1920 mit 16 %, 1940 7 % angegeben, um in den 1950er Jahren fast zu verschwinden.
Staatlicherseits wurden für Berufssoldaten und Staatsdiener gewisse Hürden, so z. B. das Hinterlegen hoher Sicherheitsleistungen vor der Eheschließung aufgebaut. Der Anteil von Gerichten ausgesprochener Scheidungen betrug 0,002 %. Auch nach 1898 blieb der Anteil bis 1940 immer unter 1 %.

#### BGB 1898
Das japanische Bürgerliche Gesetzbuch wurde 1898 eingeführt. Danach war das Mindestheiratsalter für Männer auf 17, für Frauen auf 15 Jahre festgelegt, die Bigamie (d. h. auch das bisher anerkannte Konkubinat) wurde verboten. Männer unter 30 und Frauen unter 25 benötigten das Einverständnis ihrer Eltern.
Die Bestimmungen der Scheidung wurden vereinheitlicht. Als Scheidungsgründe galten nun: Bigamie, Ehebruch, schuldhaftes Verlassen, Misshandlung, Ehrverletzung und Verurteilung wegen gewisser Delikte. Der alte Grundsatz, dass Ehen im gegenseitigen Einvernehmen, ohne Scheidungsgrund und Anrufung des Gerichts, aufgelöst werden können, blieb bestehen. Eltern mussten zustimmen, so einer der Beteiligten unter 25 Jahre alt war.
Ausländische Beobachter der frühen Meiji-Zeit äußerten sich oft erstaunt und – da viele als Missionare im Land waren im Sinne ihres puritanischen Hintergrundes – oft missbilligend über die hohe Scheidungsrate in Japan (1872: 3,39/1000 Einw.) Mit der Einführung des BGB 1898 halbierte sich die Zahl der registrierten Scheidungen innerhalb zwei Jahren (von 2,87/1000 Einw. auf 1.50/1000 Einw.). Der Wert sank weiter kontinuierlich bis Kriegsende auf 0,64.

#### Verfassung 1947
Die Nachkriegsverfassung brachte nicht nur die Gleichberechtigung der Frau, sondern auch die Einführung spezieller Familiengerichte, die auch für Scheidungen zuständig sind. Männer konnten ab 18 Jahren, Frauen ab 16 Jahren heiraten. Minderjährige (unter 20) brauchten die Zustimmung eines Elternteils. Für Frauen galt die Einschränkung, dass eine Wiederverheiratung (再婚, saikon) für einen Zeitraum von sechs Monaten nach Auflösung einer früheren Ehe verboten ist, um eine Überlappung der Zeiträume auszuschließen, für die eine Vermutung der Ehelichkeit eines Kindes gilt. Der japanische Oberste Gerichtshof stufte diese Regelung 1995 als verfassungskonform ein, 2015 entschied der Gerichtshof aber anderslautend, dass das Gesetz doch verfassungswidrig ist, aber eine Wartefrist von 100 Tagen angemessen sei. Gleichzeitig entschied das Gericht, dass es kein Recht auf Doppelnamen gibt. 

### Gegenwart
Seit April 2022 liegt die Ehemündigkeit für beide Geschlechter bei 18 Jahren, ebenso das Alter für die Volljährigkeit.
„Beginn der Ehe“ wird als Registrierung derselben bei der zuständigen Behörde definiert. Dies kann auch per Post erfolgen. Eine standesamtliche vorgeschriebene formelle Zeremonie gibt es nicht.
In das Eherecht spielen auch die strengen Formvorschriften über die Haushaltsstammbücher (Koseki) hinein. Darin wird ein Haushaltsvorstand bezeichnet, so vorhanden ist das immer der Ehemann. Weiterhin müssen Ehepaare zwingend einen gemeinsamen Ehenamen führen, etwas das in den frühen 2020ern ebenso umstritten ist wie die Eintragung von Homoehen. Zu beiden Fragen gibt es obergerichtlich unterschiedliche Entscheidungen, die politisch ungelöst sind. Mitglieder der konservativen Dauerregierungspartei LDP befürchten hierdurch die Zerstörung der „traditionellen“ Kernfamilie. 

#### Liebesheirat
Die ab dem frühen 20. Jahrhundert aufkommende Liebesheirat, also die freie Partnerwahl durch Individuen, war vor 1945 die Ausnahme und wurde teilweise belächelt. Hinsichtlich der Art der Eheanbahnung lässt sich für die Zeit Taishō-Ära und 1936–45 feststellen: Liebesheirat 3 und 11 Prozent, miai-Hochzeit 38 und 51 Prozent, und arrangierte Hochzeiten, ohne dass die Partner sich gesehen hatten, 40 und 24 Prozent. Heutzutage ist die freie Partnerwahl zwar die Regel, jedoch ist das mehr oder weniger „zufällig“ arrangierte Treffen potentieller Heiratskandidaten immer noch verbreitet.
Der Anteil unehelicher Kinder ist im Vergleich zu Europa gering.

#### Scheidung
Im heutigen Japan sieht das Gesetz drei Arten von Scheidung vor:
1. Scheidung einvernehmlich: Sie erfolgt durch Abgabe einer gemeinsamen Erklärung bei der örtlichen Behörde, die von zwei erwachsenen Zeugen bestätigt werden muss.
2. Scheidung durch Mediation beim Familiengericht: Die Parteien stimmen den vorgeschlagenen Bedingungen zu (z. B. hinsichtlich Sorgerechtsfragen).
3. Scheidung durch Gerichtsbeschluss oder -urteil: Insofern keine Einigkeit erzielt werden kann, erfolgt ein entsprechender Gerichtsbeschluss. Gegen diesen ist innerhalb von zwei Wochen Berufung zulässig. Die nächste Instanz gewährt Scheidungen dann, wenn die gesetzlichen Bedingungen (Ehebruch, böswilliges Verlassen, dreijähriges Vermisstsein eines Partners usw.) gegeben sind.[29]

In über 90 Prozent der Fälle erfolgt die Trennung einvernehmlich. Der Großteil der Scheidungen wird heutzutage von Ehefrauen initiiert. Bis 1999 stieg die Scheidungsrate auf rund 2 pro 1000 Einwohner an.

#### Unterhaltszahlungen
Besonders bei kinderlosen Ehen ist es nicht üblich, dass der wirtschaftlich schwächeren Partei (d. h. fast immer der Frau) dauernder Unterhalt gewährt wird. Normalerweise erfolgt die Zahlung einer einmaligen Abfindung, deren Höhe verhandelbar und abhängig von der Dauer der Ehe und dem Einkommen ist.
Untersuchungen 1992 zeigten, dass das Haushaltseinkommen alleinerziehender Mütter bei etwa einem Drittel, für alleinerziehende Witwen bei knapp der Hälfte des Durchschnitts liegt.
Zum 1. April 2007 trat eine Änderung des Pensionsrechts in Kraft, das Frauen einen Anspruch auf Versorgungsausgleich gewährt und sie wirtschaftlich deutlich besser stellt. Besonders unter älteren und pensionierten Ehemännern löste dies Befürchtungen einer Scheidungswelle unter Älteren aus.